# Cussy
Cussy är en kommun i departementet Calvados i regionen Normandie i norra Frankrike. Kommunen ligger i kantonen Bayeux som ligger i arrondissementet Bayeux. År 2022 hade Cussy 170 invånare.

## Befolkningsutveckling
Antalet invånare i kommunen Cussy
Referens: INSEE